# Metoda anihilátorů
Metoda anihilátorů je postup používaný v matematice pro hledání partikulárního řešení určitých typů nehomogenních obyčejných diferenciálních rovnic. Podobá se metodě neurčitých koeficientů, ale na rozdíl od ní není třeba partikulární řešení hádat, ale pro jisté tvary pravé strany je lze přímo určit. V metodě anihilátorů se termín neurčité koeficienty používá pro označení kroku, ve kterém se počítají koeficienty.
Postup při metodě anihilátorů je následující: Rovnici zapíšeme jako použití diferenciálního operátoru {\displaystyle P(D)} na závislou proměnnou {\displaystyle y}: {\displaystyle P(D)y=f(x)}, a hledáme jiný diferenciální operátor {\displaystyle A(D)} takový, že {\displaystyle A(D)f(x)=0}. Tento operátor se nazývá anihilátor a podle něj se jmenuje celá metoda. Použitím {\displaystyle A(D)} na obě strany obyčejné diferenciální rovnice vznikne homogenní obyčejná diferenciální rovnice {\displaystyle {\big (}A(D)P(D){\big )}y=0}, pro kterou hledáme bázi řešení {\displaystyle \{y_{1},\ldots ,y_{n}\}} jako pro původní rovnici. Původní nehomogenní obyčejná diferenciální rovnice se použije pro získání soustavy rovnic omezující koeficienty lineární kombinace tak, aby vyhovovaly obyčejné diferenciální rovnici.
Tato metoda není tak obecná jako metoda variace konstant, protože anihilátor nemusí vždy existovat.

## Tvary anihilátoru
| f(x)                                                                                              | Tvar anihilátoru                                                                              |
| ------------------------------------------------------------------------------------------------- | --------------------------------------------------------------------------------------------- |
| {\displaystyle a_{n}x^{n}+a_{n-1}x^{n-1}+\cdots +a_{1}x+a_{0}\!}                                  | {\displaystyle D^{n+1}\!}                                                                     |
| {\displaystyle e^{kx}\!}                                                                          | {\displaystyle D-k\!}                                                                         |
| {\displaystyle x^{n}.e^{kx}\!}                                                                    | {\displaystyle (D-k)^{n+1}\!}                                                                 |
| {\displaystyle \cos(bx)\;\;\mathrm {nebo} \;\;\sin(bx)\!}                                         | {\displaystyle D^{2}+b^{2}\!}                                                                 |
| {\displaystyle x^{n}\cos(bx)\;\;\mathrm {nebo} \;\;x^{n}\sin(bx)\!}                               | {\displaystyle (D^{2}+b^{2})^{n+1}\!}                                                         |
| {\displaystyle e^{ax}\cos(bx)\;\;\mathrm {nebo} \;\;e^{ax}\sin(bx)\!}                             | {\displaystyle (D-a)^{2}+b^{2}=D^{2}+2aD+a^{2}+b^{2}\!}                                       |
| {\displaystyle x^{n}e^{ax}\cos(bx)\;\;\mathrm {nebo} \;\;x^{n}e^{ax}\sin(bx)\!}                   | {\displaystyle \left[(D-a)^{2}+b^{2}\right]^{n+1}=\left[D^{2}+2aD+a^{2}+b^{2}\right]^{n+1}\!} |
| {\displaystyle a_{n}x^{n}+\cdots +a_{1}x+a_{0}+b_{1}e^{\pm c_{1}x}+\cdots +b_{k}e^{\mp c_{k}x}\!} | {\displaystyle D^{n+1}(D\mp c_{1}).\cdots .(D\pm c_{k})\!}                                    |

Pokud je {\displaystyle f(x)} tvořena součtem výrazů uvedených v tabulce, je anihilátor součinem odpovídajících tvarů anihilátorů.

## Příklad
Řešíme rovnici {\displaystyle y''-4y'+5y=\sin(kx)}; diferenciální operátor {\displaystyle P(D)=D^{2}-4D+5}.
Nejjednodušší anihilátor výrazu {\displaystyle \sin(kx)} je {\displaystyle A(D)=D^{2}+k^{2}}. Kořeny {\displaystyle A(z)P(z)} jsou {\displaystyle \{2+i,2-i,ik,-ik\}}, takže báze řešení {\displaystyle A(D)P(D)} je {\displaystyle \{y_{1},y_{2},y_{3},y_{4}\}=\{e^{(2+i)x},e^{(2-i)x},e^{ikx},e^{-ikx}\}.}
Položením {\displaystyle y=c_{1}y_{1}+c_{2}y_{2}+c_{3}y_{3}+c_{4}y_{4}} dostaneme
{\displaystyle {\begin{aligned}\sin(kx)&=P(D)y\\[8pt]&=P(D)(c_{1}y_{1}+c_{2}y_{2}+c_{3}y_{3}+c_{4}y_{4})\\[8pt]&=c_{1}P(D)y_{1}+c_{2}P(D)y_{2}+c_{3}P(D)y_{3}+c_{4}P(D)y_{4}\\[8pt]&=0+0+c_{3}(-k^{2}-4ik+5)y_{3}+c_{4}(-k^{2}+4ik+5)y_{4}\\[8pt]&=c_{3}(-k^{2}-4ik+5)(\cos(kx)+i\sin(kx))+c_{4}(-k^{2}+4ik+5)(\cos(kx)-i\sin(kx))\end{aligned}}}
což dává soustavu rovnic
{\displaystyle i=(k^{2}+4ik-5)c_{3}+(-k^{2}+4ik+5)c_{4}}
{\displaystyle 0=(k^{2}+4ik-5)c_{3}+(k^{2}-4ik-5)c_{4}}
která má řešení
{\displaystyle c_{3}={\frac {i}{2(k^{2}+4ik-5)}}}, {\displaystyle c_{4}={\frac {i}{2(-k^{2}+4ik+5)}}}
takže množina řešení
{\displaystyle {\begin{aligned}y&=c_{1}y_{1}+c_{2}y_{2}+{\frac {i}{2(k^{2}+4ik-5)}}y_{3}+{\frac {i}{2(-k^{2}+4ik+5)}}y_{4}\\[8pt]&=c_{1}y_{1}+c_{2}y_{2}+{\frac {4k\cos(kx)-(k^{2}-5)\sin(kx)}{(k^{2}+4ik-5)(k^{2}-4ik-5)}}\\[8pt]&=c_{1}y_{1}+c_{2}y_{2}+{\frac {4k\cos(kx)+(5-k^{2})\sin(kx)}{k^{4}+6k^{2}+25}}.\end{aligned}}}
Toto řešení můžeme rozložit na homogenní a nehomogenní složku. Konkrétně {\displaystyle y_{p}={\frac {4k\cos(kx)+(5-k^{2})\sin(kx)}{k^{4}+6k^{2}+25}}} je partikulární integrál pro nehomogenní diferenciální rovnici a {\displaystyle y_{c}=c_{1}y_{1}+c_{2}y_{2}} je komplementární řešení odpovídající homogenní rovnici. Hodnoty {\displaystyle c_{1}} a {\displaystyle c_{2}} jsou obvykle určeny množinou počátečních podmínek. Protože se jedná o rovnici druhého řádu, pro určení těchto hodnot potřebujeme dvě takové podmínky.
Fundamentální řešení {\displaystyle y_{1}=e^{(2+i)x}} a {\displaystyle y_{2}=e^{(2-i)x}} můžeme dále přepsat pomocí Eulerova vzorce:
{\displaystyle e^{(2+i)x}=e^{2x}e^{ix}=e^{2x}(\cos x+i\sin x)}
{\displaystyle e^{(2-i)x}=e^{2x}e^{-ix}=e^{2x}(\cos x-i\sin x)}
Pak {\displaystyle c_{1}y_{1}+c_{2}y_{2}=c_{1}e^{2x}(\cos x+i\sin x)+c_{2}e^{2x}(\cos x-i\sin x)=(c_{1}+c_{2})e^{2x}\cos x+i(c_{1}-c_{2})e^{2x}\sin x} a vhodná úprava konstant dává jednodušší a srozumitelnější tvar komplementárního řešení, {\displaystyle y_{c}=e^{2x}(c_{1}\cos x+c_{2}\sin x)}.